# Namascae
Namascae est le nom antique de la ville française d'Annemasse, dans la Haute-Savoie à l'époque romaine.

## Historique
La région d'Annemasse est peuplée notamment par les Allobroges vers 300 av. J.-C., un site archéologique étant mis au jour sur le mont Salève.
À l'aval de la vallée de l'Arve, s'est développée pendant la période gallo-romaine une petite agglomération rurale, un vicus, en position de carrefour.